# Ганський інститут космічної науки і техніки
Ганський інститут космічної науки і техніки (Ghana Space Science and Technology Institute) — наукова установа в Гані, яка займається космічною наукою, космічною технікою, астрономією. Ця установа підпорядкована Комісії з атомної енергії Гани та Ганському космічному агентству та займається дослідженнями в галузі астрофізики, викладанням, питаннями космічних польотів та комерціалізацію космічних досліджень, управлінням природними ресурсами, прогнозуванням погоди, задачами сільського господарства та національної безпеки.

## Історія
Ганський інститут космічної науки і техніки був спочатку створений у січні 2011 року та запущений у травні 2012 року. Пізніше, в серпні 2013 року його було перетворено на інституту.

## Діяльність
Першим проєктом Ганського інституту космічної науки і техніки стала Ганська радіоастрономічна обсерваторія, створена на покинутій станції супутникового зв'язку компанії Vodafone у Кунтунсе поблизу Аккри. 32-метрова антена супутникового зв'язку була перетворена на радіоастрономічний телескоп. У 2012 році ганськими фахівцями та експертами з Національного космічного агентства Південної Африки були проведені роботи по заміні зношених деталей, а 24 серпня 2017 року 32-метровий радіотелескоп було введено в експлуатацію президентом Гани Наною Акуфо-Аддо та міністром науки Південно-Африканської Республіки Грейс Пандор.
Ганський інститут космічної науки і техніки співпрацює з Китайським національним космічним управлінням, зокрема, в організації просвітницьких програм в школах і проведенні екскурсій.
Агентство державним коштом працювало над створенням свого першого супутника, зокрема, з метою фотографування Землі для моніторингу незаконного видобутку корисних копалин, щоб Гані не доводилось купувати такі космічні фотографії в інших країн. Станом на 2016 рік в інституті працювало 20 співробітників.